# Mrakia
Mrakia är ett släkte av svampar. Mrakia ingår i familjen Cyfstofilobasidiaceae, ordningen Cystofilobasidiales, klassen Tremellomycetes, divisionen basidiesvampar och riket svampar.
|        | Itersonilia |
|        | |
| Mrakia | \| \| Mrakia frigida \| \| \| \| \| \| Mrakia psychrophila \| \| \| \| \| \| Mrakia robertii \| \| \| \| \| \| Mrakia blollopis \| \| \| \| \| \| Mrakia curviuscula \| \| \| \| |
|        | \| \| Mrakia frigida \| \| \| \| \| \| Mrakia psychrophila \| \| \| \| \| \| Mrakia robertii \| \| \| \| \| \| Mrakia blollopis \| \| \| \| \| \| Mrakia curviuscula \| \| \| \| |
|        | Udeniomyces |
|        | |
|        | Cystofilobasidium |
|        | |
|        | Tausonia |
|        | |
|        | Rhodozyma |
|        | |
|        | Xanthophyllomyces |
|        | |
|        | Guehomyces |
|        | |
|        | Phaffia |
|        | |
|        | Mrakia frigida |
|        | |
|        | Mrakia psychrophila |
|        | |
|        | Mrakia robertii |
|        | |
|        | Mrakia blollopis |
|        | |
|        | Mrakia curviuscula |
|        | |

|  | Mrakia frigida      |
|  |                     |
|  | Mrakia psychrophila |
|  |                     |
|  | Mrakia robertii     |
|  |                     |
|  | Mrakia blollopis    |
|  |                     |
|  | Mrakia curviuscula  |
|  |                     |